# ФК Интерблок
НК Интерблок (словен. NK Interblock) је словеначки фудбалски клуб из Љубљане који се такмичи у Првој лиги Словеније.
Клуб је основан 1975. године и до 1. јануара 2007. је постојао под именом Фактор (Factor).
Клуб до сезоне 2005/06 није имао већих успеха. Играо је у Трећој и Другој лиги Словеније.
Освајањем првог места у Другој лиги 2005/06 Интерблок улази у Прву лигу, где игра и данас. У сезони 2007/08 постиже највећи успех у историји клуба освајањем Купа Словеније, а самим тим и право изласка на европску фудбалску сцену и играња у УЕФА купу.

## Клупски успеси
- Куп Словеније

2007/08, 2008/09.

## НК Интерблок на вечној табели клубова уСНЛод њеног оснивања 1991/92 до 2006/07
Укупно 35 клубова
| Плас. | Тим          | Број сезона | ИГ | Д  | Н  | ИЗ | ГД | ГП  | Бод |
| ----- | ------------ | ----------- | -- | -- | -- | -- | -- | --- | --- |
| 23    | НК Интерблок | 2           | 72 | 19 | 19 | 34 | 83 | 110 | 76  |

## НК Интерблок у европским такмичењима
| Сезона  | Такмичење | Ранг       | Земља     | Клуб  | Резултат |
| ------- | --------- | ---------- | --------- | ----- | -------- |
| 2008/09 | УЕФА куп  | 1 коло кв. | Црна Гора | Зета  | 1-1, 1-0 |
|         |           | 2 коло кв. | Њемачка   | Херта | 0-2, 0-1 |

## Тренутни састав клуба
април 2008.
| №          | Бр.       | Име                | Датум рођења        | Претходни клуб |
| Голмани    | Голмани   | Голмани            | Голмани             |                |
| ---------- | --------- | ------------------ | ------------------- | -------------- |
| 1          | Словенија | Јанез Страјнер     | 20. април 1980.     |                |
| 28         | Словенија | Ромео Крижманић    | 23. септембар 1977. |                |
| 22         | Словенија | Матјаж Розман      | 3. јануар 1987.     | Алуминиј       |
| Одбрана    |           |                    |                     |                |
| 3          | Словенија | Сувад Грабус       | 14. децембар 1981.  | Челик          |
| 5          | Словенија | Игор Лазич         | 30. октобар 1975.   | Копар          |
| 17         | Хрватска  | Крунослав Рендулић | 26. септембар 1973  | Ријека         |
| 19         | Словенија | Ерик Салкић        | 10. октобар 1987.   | Копар          |
| 20         | Словенија | Рок Маринић        | 27. јул 1981        | Бела Крајина   |
| 23         | Словенија | Боштјан Јелечевић  | 18. март 1985       |                |
| 27         | Того      | Ерик Акото         | 20. јул 1980.       | ГАК            |
| 30         | Словенија | Давор Китић        |                     |                |
| Средњи ред |           |                    |                     |                |
| 4          | Словенија | Дејан Герић        | 3. мај 1988.        |                |
| 6          | Словенија | Јанез Заврл        | 25. децембар 1982.  | Бран           |
| 9          | Словенија | Мартин Прегељ      | 6. мај 1977         | Марибор        |
| 11         | Словенија | Рок Елснер         | 25. јануар 1986     | Вехен          |
| 13         | Словенија | Веселин Кузмановић | 1. октобар 1984     | Леобен         |
| 14         | Словенија | Зоран Зељковић     | 9. мај 1980.        |                |
| 15         | Словенија | Даријан Матић      | 28. мај 1989.       |                |
| 29         | Словенија | Енес Рујовић       | 29. мај 1989.       |                |
| 30         | Словенија | Дејан Грабић       | 21. септембар 1980  |                |
| Напад      |           |                    |                     |                |
| 7          | /         | Александар Родић   | 26. децембар 1979.  | Литекс         |
| 8          | Словенија | Ермин Раковић (к)  | 7. септембар 1980   | Домжале        |
| 12         | /         | Иван Јолић         | 18. мај 1980        | Хаопел         |
| 24         | Словенија | Жан Осредкар       | 15. јул 1986.       |                |